# Нагороди Севастополя
| Дата           | Опис | Зображення |
| -------------- | --- | ---------- |
| 31 жовтня 1855 | Заснована срібна медаль «За захист Севастополя». Малюнок нагороди виконав головний медальєр Санкт-Петербузького монетного двору О. П. Лялін і старший медальєр В. Алексєєв. Медаль носили на Георгіївській стрічці в петлиці. Було виготовлено 120 000 нагород (за іншими даними 100 000). Це була перша медаль Кримської війни. Нею нагороджували всіх без винятку захисників Севастополя, в тому числі і жінок. Першими нагороду отримали матроси 29-го, 33-го, 38-го, 40-го, 41-го і 48 флотських екіпажів. |            |
| 26 серпня 1856 | Заснований особливий наперсний хрест «В пам'ять війни 1853—1856 років», вичеканий із темної бронзи. Нагороду носили на Володимирській стрічці. Хрестом нагороджувались представники духовенства всіх християнських віросповідувань, які несли службу у військових і інших відомствах імперії. Після смерті людини нагорода передавалась у спадок чи на довічне зберігання в церковну ризницю. Було виготовлено 40 000 наперсних хрестів. В кількості 146 500 штук випущена медаль з однойменною назвою. Вона виготовлялась із світлої і темної бронзи. Медаль носили на 4-х орденських стрічках, в залежності від ступеня участі в Кримській кампанії. Обидві нагороди були представлені суспільству в день коронації імператора Олександра II 26 серпня 1856 року. |            |
| листопад 1856  | Вдова Великого князя Михайла Павловича — Олена Павлівна звернулась до імператора Олександра II з проханням про виготовлення особливої медалі для сестер милосердя Хрестовоздвиженської общини, що брали участь в Кримській війні. Прохання засновниці общини було задоволене. Для тих сестер милосердя, що особливо відзначилися виготовили 3 золоті і 50 срібних медалей. |            |
| 5 жовтня 1904  | Заснована ювілейна срібна медаль «В пам'ять 50-річчя оборони Севастополя». Її носили на Георгіївській стрічці, на грудях людини. Випущено 5 000 нагород. Медаллю нагороджували всіх, що залишились живі, захисників Севастополя. Інший її зразок виготовляли із світлої позолоченої бронзи. Ця медаль була вручена членам історичної комісії, яка займалась підготовкою матеріалів до ювілейних святкувань. Нагороду носили на Володимирській стрічці. Лев Миколайович Толстой був нагороджений обома медалями. |            |
| 22 грудня 1942 | Указом Президії Верховної Ради СРСР затверджена медаль «За оборону Севастополя». Медаллю нагороджувалися військовослужбовці Радянської Армії, Військово-морського флоту та військ НКВС, а також цивільні особи, які брали безпосередню участь в обороні Севастополя, яка тривала 250 днів з 30 жовтня 1941 по 4 липня 1942 року. Медаль носиться на лівій стороні грудей. Станом на 1 січня 1995 року медаллю «За оборону Севастополя» було проведено приблизно 52 540 нагороджень. |            |
| 28 жовтня 1948 | Указом Президії Верховної Ради СРСР за героїзм, проявлений в роки радянсько-німецької війни і у зв'язку з 30-річчям заснування ВЛКСМ, Севастопольська міська комсомольська організація нагороджена орденом Червоного Прапора. В районі Морського вокзалу (вулиця Леніна) встановлена пам'ятна дошка з відповідним Указом і макет ордена. |            |
| 16 жовтня 1954 | У зв'язку з 100-річчям героїчної оборони Севастополя в Кримській кампанії і за особливі заслуги міста перед Вітчизною Верховна Рада СРСР нагородила Севастополь орденом Червоного Прапора. 13 жовтня 1955 року відбулось його вручення місту. На урочистому засіданні Севастопольської міської ради був присутній М. С. Хрущов. На прапор Севастополя нагороду прикріпив Голова Президії Верховної Ради СРСР К. Є. Ворошилов. |            |
| 8 травня 1965  | Вийшов Указ Президії Верховної Ради СРСР, яким «за видатні заслуги перед Батьківщиною, мужність і героїзм, проявлені трудящими міста Севастополя в боротьбі з німецько-фашистськими загарбниками, і в ознаменування 20-річчя перемоги радянського народу в Великій Вітчизняній війні» місто нагороджувалось орденом Леніна і медаллю «Золота Зірка». |            |
| 7 травня 1972  | Вийшла постанова бюро місткому компартії України про нагородження піонерської організації міста Севастополя Червоним прапором місткому партії. Рішення прийнято у зв'язку з 50-річчям Всесоюзної піонерської організації імені В. І. Леніна. |            |
| 1981           | За підсумками всесоюзного соціалістичного змагання Севастополь відзначений перехідним Червоним прапором ЦК КПРС, Ради Міністрів СРСР, ВЦРПС і ЦК ВЛКСМ. |            |
| 1982           | У зв'язку з високими показниками у всесоюзному соціалістичному змаганні Севастополь вдруге відзначений перехідним Червоним прапором ЦК КПРС, Ради Міністрів СРСР, ВЦРПС і ЦК ВЛКСМ. |            |
| 13 червня 1983 | Вийшов Указ Президії Верховної Ради СРСР. В ньому йшлося, що в зв'язку з 200-річчям з дня заснування міста, місто нагороджувалось орденом Жовтневої Революції. Орден Севастополю був вручений Міністром оборони СРСР маршалом Д. Ф. Устиновим 9 вересня 1983 року. |            |
| 10 лютого 1985 | За високі показники у виконанні Держплану економічного і соціального розвитку в 1984 році Севастополь нагороджений перехідним Червоним прапором ЦК КПРС, Ради Міністрів СРСР, ВЦРПС і ЦК ВЛКСМ. |            |
| 19 лютого 2001 | Рішенням XVIII сесії Севастопольської міської ради скликання №700 затверджений знак «За заслуги перед містом». |            |